# Gray Peak
Il Gray Peak è un prominente picco roccioso antartico, alto circa 2.570 m, situato sul fianco occidentale del Ghiacciaio Canyon, proprio di fronte alla Hughes Range; è incluso nel Commonwealth Range, catena montuosa che fa parte dei Monti della Regina Maud, in Antartide. 
La denominazione venne assegnata nel 1958 dall'Advisory Committee on Antarctic Names (US-ACAN) in onore di Thomas I. Gray, Jr., meteorologo alla base di esplorazione antartica Little America V.